# Periscyphops lugubris
Periscyphops lugubris är en kräftdjursart som beskrevs av Arcangeli 1950. Periscyphops lugubris ingår i släktet Periscyphops och familjen Eubelidae. Inga underarter finns listade i Catalogue of Life.